# アンドレイ・オステルマン

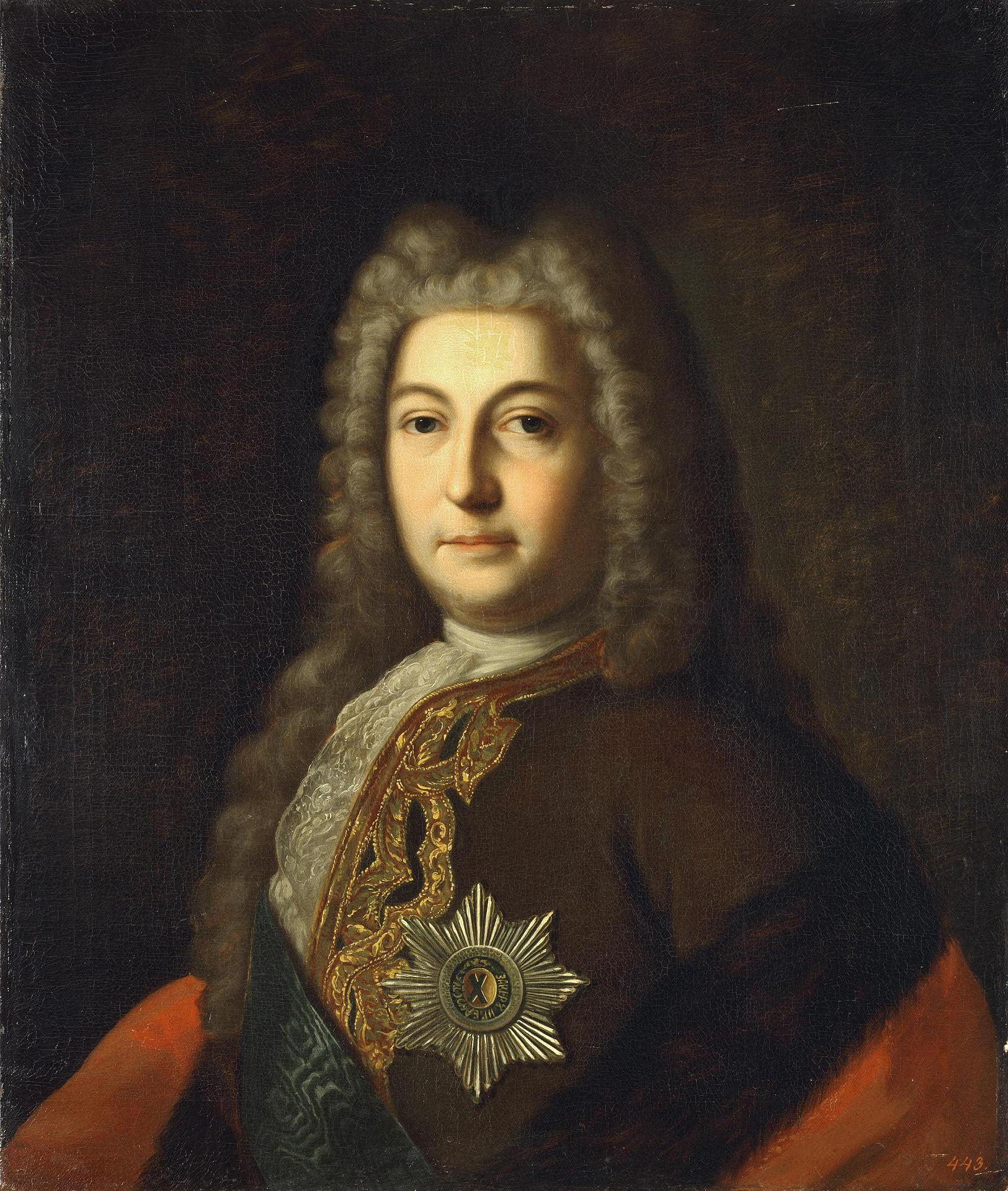
アンドレイ・オステルマン

アンドレイ・イヴァノヴィチ・オステルマン伯爵（ロシア語: Андрей Иванович Остерман、1686年6月9日 - 1747年5月31日）は、神聖ローマ帝国出身のロシア帝国の政治家。ピョートル大帝の治世に頭角を現わし、エリザヴェータ・ペトロヴナ女帝が即位するまで国政の中枢にあり続けた。大提督（在任1740年 - 1741年）の称号を与えられている。

## 生涯
オステルマンはヴェストファーレンのボーフムで、中産階級の両親の息子に生まれた。もとの名前はハインリヒ・ヨハン・フリードリヒ・オステルマン（Heinrich Johann Friedrich Ostermann）といった。オステルマンはロシアのオランダ人海軍中将コルネリウス・クルイスの秘書になった。クルイスはピョートル1世から有能な若者を官吏として採用してくるように頼まれていたため、オステルマンを政府に出仕させた。
ヨーロッパの主要国の言語に関する豊富な知識を持っていたオステルマンは、すぐに副宰相ピョートル・シャフィーロフの右腕といえる存在になり、大北方戦争中であった1711年のプルト条約をめぐる難しい外交交渉に際しては非常に優れた働きをした。オステルマンは1718年、オーランド諸島で開かれたスウェーデンとの和平交渉のための会議に、ブルス将軍と一緒にロシア代表として出席した。オステルマンはスウェーデン側が疲弊しきっていること、そしてスウェーデン全権使節のハインリヒ・フォン・ゲルツが越権行為に及んでいることを見抜き、さらなる圧力をかければスウェーデンは和平に応じるだろうとピョートル大帝に助言している。
1721年、オステルマンはスウェーデンとの間でニスタット条約を成立させ、その功労を認められて男爵に叙せられた。1723年には、オステルマンは外務次官に就任し、ペルシアとの通商条約を結ぶための非常に危険を伴う任務に従事した。ピョートル大帝は国内問題に関してもしばしばオステルマンに助言を求め、皇帝は彼の助言に従って「官等表」の導入を始めとする様々な行政上の刷新を行い、また外交官庁をより近代的な形に再組織した。
エカチェリーナ1世女帝の治世（1725年 - 1727年）、オステルマンの権威はさらに強大になった。外交分野の問題はオステルマンに一任され、また彼は商務長官、郵政長官の地位も手に入れた。ピョートル2世が帝位を継ぐと、オステルマンは幼い皇帝の家庭教師に任命された。ピョートル2世が1730年に亡くなり、ドミトリー・ゴリツィン公爵とヴァシーリー・ドルゴルーコフ公爵らがロシアに制限立憲君主制を導入しようとした時、オステルマンは彼らの計画に協力するのを拒んだ。彼はアンナ・イヴァノヴナ女帝が専制君主として権力を握るまで、失敗した大貴族たちの立憲政治の試みに対して冷淡な無関心を通し、そのおかげでアンナ女帝にも重んじられた。オステルマンの外交問題に関する該博な知識はアンナ女帝とその大臣たちにとっては必要不可欠であり、国内問題に関してさえ彼の助言はほぼすべて聞き入れられた。オステルマンの助言を受け、ロシアには初めて実質的な内閣制度が導入された。
1730年から1740年にかけ、オステルマンの建言によって導入された改革で無駄なものは一切ないといってよかった。彼は通商を奨励し、減税を行い、産業を奨励し、教育の機会を増やし、司法制度を整備し、ロシアの国際的信用を大いに向上させた。外務長官としてはオステルマンは非常に慎重であったが、戦争が近付けばその慎重さをかなぐり捨てた。ポーランド継承戦争（1733年 - 1735年）と露土戦争（1736年 - 1739年）における成功は、オステルマンの卓越した外交交渉能力のおかげであった。
アンナ・レオポルドヴナの短い摂政時代（1740年10月 - 1741年12月）に、オステルマンの政治権力は最も強まった。フランス大使ラ・シェタルディ侯爵は、「彼が全ロシアのツァーリと言っても言い過ぎではない」と記している。オステルマンの外交政策はオーストリアとの同盟関係を基軸にしたものだった。このため、彼はオーストリアの国事詔書が守られるよう計らうことを保障した。これに対し、フランスは彼を排除するために奔走することになった。オーストリアの忠実な同盟者であるロシアは、フランスにとって非常に危険な存在だったのである。まもなくオーストリア継承戦争がはじまり、ハンガリー女王マリア・テレジアは窮地に立たされた。フランスにとっては、ロシアによるマリア・テレジアへの軍事支援を阻むには、ロシアの古くからの敵対国であるスウェーデンを噛ませ犬にするのが最も確実な方策であった。1741年8月、フランスから資金援助をうけたスウェーデン政府は、全く戦意などないままロシアに宣戦布告をした（ハット党戦争）。9月始め、オステルマンに煙たがられて免職処分になっていたピョートル・ラッシ元帥が呼び戻され、ラッペーンランタ要塞の防壁の下でスウェーデンのヴランゲル将軍の軍勢を急襲し、これを壊滅させた。
オステルマンを抹殺するには宮廷革命以外に手が無いと悟ったラ・シェタルディ侯爵は、ピョートル大帝の娘エリザヴェータ・ペトロヴナにロシアの帝位を奪取するようけしかけるようになった。エリザヴェータは、オステルマンが今の地位にあるのは全て彼女の父親のおかげであるにもかかわらず、彼女を平然と無視するオステルマンを嫌っていた。このため、オステルマンは1741年12月6日に起きたクーデタで最初に犠牲となった政府要人であった。自分の部下たちを使ってアンナ女帝の即位に協力したこと、娘のエリザヴェータを後継者にしたいというエカチェリーナ1世の遺志を握りつぶしたこと、その他もろもろのことについて告発されたオステルマンは、平身低頭して新女帝エリザヴェータに慈悲を乞うた。彼は車裂きの刑にかけられたあと、斬首されることが決定した。しかし刑場で刑の執行猶予を告げられた。そして死刑の代わりに、家族ともどもシベリアのベリョゾヴォに移り、二度と姿を現さないよう命じられた。オステルマンは6年後の1747年、シベリアの追放先で死んだ。
オステルマンの子供たちは、エカチェリーナ2世の時代になると宮廷に呼び戻された。長男のフョードル（1723年 - 1804年）は1773年にモスクワ総督および元老院議員となり、次男のイヴァンはスウェーデン大使、外務大臣、宰相の顕職を歴任した。イヴァンの死後、オステルマン家の称号と領地はオステルマンの女系の孫息子であるアレクサンドル・トルストイ伯爵が継承した。